# Bão Kammuri (2019)
Bão Kammuri (Tiếng Nhật: かんむり座; Rōmaji: Kanmuri, có nghĩa là chòm sao Bắc Miện), có tên địa phương là Tisoy, ở Việt Nam là Cơn bão số 7 năm 2019 là một cơn bão mạnh đã đổ bộ trực tiếp lên vùng Bicol, miền Trung Philippines và đêm ngày 2/12 với cường độ mạnh nhất. Hình thành và phát triển từ một vùng hội tụ nhịêt đới ở giữa Thái Bình Dương vào cuối tháng 11, Bão Kammuri đã đe dọa lịch trình và độ an toàn đảm bảo của SEA Games 30 đang diễn ra tại Philippines, buộc ban tổ chức phải hõan lại các trận thi đấu ít nhất cho tới ngày thứ tư 4/12. Kammuri di chuyển ra khỏi Nam Manila vào chiều tối ngày 3/12 và trở thành cơn bão số 7 của năm 2019 trên Biển Đông.

## Lịch sử khí tượng

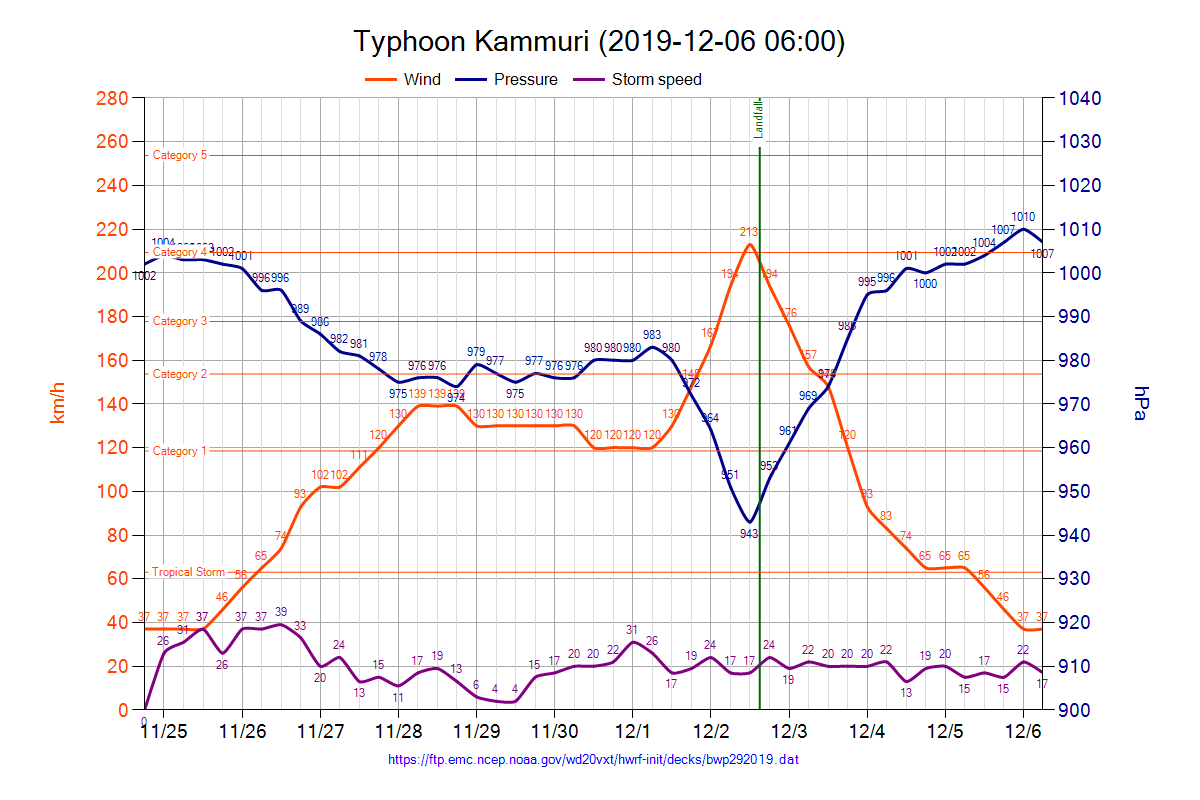

Bão Kammuri tấn công miền Trung Philippines đêm 2/12 rạng sáng 3/12 năm 2019

- Vào ngày 23 tháng 11 năm 2019, một hệ thống áp suất thấp đã phát triển ở phía đông nam của đảo Guam. Sau đó, Áp thấp bắt đầu có dấu hiệu phát triển và phát triển thành áp thấp nhiệt đới vào ngày 25 tháng 11, với JTWC gắn tên nó là số hiệu 29W. Áp thấp nhiệt đới sau đó bắt đầu phát triển do điều kiện thuận lợi ở phía đông bắc của trung tâm, và JMA đặt tên là Kammuri. Kammuri sau đó đã đi qua phía nam đảo Guam, và tiếp tục mạnh lên thành bão nhiệt đới vào ngày 27 tháng 11, và sau đó trở thành bão nhiệt đới dữ dội vào ngày hôm sau. Khi cơn bão di chuyển về phía tây, do di chuyển chậm hoặc gần như đứng yên kết hợp với sức gió vừa phải đã cản trở sự phát triển của Kammuri trong ba ngày. Cuối cùng bão đã vào Khu vực của Philippines với việc PAGASA gán tên Tisoy vào ngày 30 tháng 11. Sau khi vào khu vực trách nhiệm của PAGASA, Kammuri bắt đầu có dấu hiệu phát triển trở lại và PAGASA lưu ý đến khả năng Kammuri đổ bộ vào Philippines như một cơn bão rất mạnh. Sau khi di chuyển rất chậm về phía tây và bắt đầu tiếp cận đến Philippines, hệ thống bắt đầu tăng tốc về phía Philippines và sau đó bắt đầu phát triển nhanh chóng vào thời điểm còn cách bờ biển Catanduanes khoảng 200 dặm, do độ đứt gió giảm và điều kiện nhiệt độ thích hợp trên 26 °C, Kammuri đã trở thành cơn bão cấp 2 và ngay sau đó, cơn bão cấp 3. Kammuri đã đạt cường độ cực đại như một cơn bão cấp 4 vào 07:00 UTC vào ngày 2 tháng 12 và PAGASA báo cáo rằng Kammuri đã đổ bộ đầu tiên vào Gubat, Sorsogon vào lúc 11:00 tối, ngày 2 tháng 12, ngay sau đó đạt cường độ cực đại.
- Đến nửa đêm và sáng sớm ngày 3 tháng 12, Kammuri đã đi qua Vùng bicol và suy yếu do tương tác trên đất liền. Bão tiếp tục đổ bộ thị trấn San Pascual ở đảo Burias vào lúc 4:00 sáng PST. Di chuyển theo hướng phía tây, Kammuri tiếp tục suy yếu thành cấp 3 sau khi tương tác trên đất liền và phát triển một mắt bão mới, di chuyển rất gần Bán đảo Bondoc trước khi đổ bộ lần thứ ba và lần thứ tư vào lúc 8:30 sáng PST trên đảo Torrijos, Marinduque và lúc 12:30 chiều PST trên Naujan, Oriental Mindoro. Tiếp tục tương tác đất liền đã làm Kammuri suy yếu thành cơn bão cấp 2 trước khi ra khỏi Philippines. Tâm bão được báo cáo là trên eo biển Mindoro vào cuối buổi chiều. Ngay sau đó, hệ thống tiếp tục suy yếu và trở thành cơn bão cấp 1 khi nó vào Biển Đông và chính thức trở thành cơn bão số 7 ở nước ta. Sau đó, cấu trúc của Kammuri bắt đầu bị ảnh hưởng, với độ đứt gió rất mạnh ở phía tây khiến nó suy yếu rất nhanh và thành một cơn bão nhiệt đới khi trôi dạt trên Biển Đông. Đến 11 giờ sáng giờ PST, ngày 5 tháng 12, PAGASA đã phát hành bản tin cuối cùng về Kammuri khi nó rời khỏi khu vực của Philippines. Kammuri lộ ra mực thấp của nó khiến hệ thống tiêu tan vào ngày 6 tháng 12 với việc JMA đưa ra cảnh báo cuối cùng về hệ thống.

## Chuẩn bị
Hơn 200,000 dân thường ở miền Đông Philippines được lệnh di dời tới nơi an toàn khẩn cấp. Tất cả các chuyến bay ở miền Trung Philippines bị hoãn lại cho tới 11:00 PLT ngày 4/12.